# 劉芷玲
劉芷玲（英語：Sabrina Lau Tsz Ling，2000年11月11日—），香港女藝人，曾為童星，現為無綫電視合約藝員。

## 演藝生涯
劉芷玲童年時曾加入家燕媽媽藝術中心旗下少女跳唱組合Honey Bees，擅長跳舞，與該女團前成員區明妙、何榛綦、坂部佩莎份屬好友，當時也擔任童星於劇集演出。
2021年畢業於第31期無綫電視藝員訓練班。
2023年因在劇集《靈戲逼人》的演出而受到注意。

## 參與作品

### 綜藝節目（無綫電視）
- 2021年：《開心大綜藝之暑假玩到盡》（第2集嘉賓）
- 2022年：《The Show Must Go On》（演出）
- 2022年：《全城一叮》（參賽者）[10][7]
- 2023年：《香港同胞慶祝中華人民共和國成立七十四周年文藝晚會》[11]

### 電視劇（無綫電視）
- 2015年：《收規華》飾 梁芯（少年）[5]
- 2016年：《與諜同謀》飾 鄒珮瑜（童年）[5]
- 2021年：《失憶24小時》飾 艾凡[5]
- 2021年：《青春本我》飾 高中班同班同學
- 2022年：《童時愛上你》飾 女售貨員（第1集）、護士（第15－16集）
- 2022年：《曙光》、《回歸》飾 鄧麗娟（少年）[7]
- 2022年：《美麗戰場》飾 信妹[7]
- 2023年：《有種好男人》飾 護士（第19集）
- 2023年：《隱形戰隊》飾 人質（第12集）
- 2023年：《隱門》飾 莫凱婷[7]
- 2023年：《靈戲逼人》飾 阿麗[7]
- 2023年：《寵愛Pet Pet》飾 客人（第9集）、霞（第17集）[7]
- 2023年：《你好，我的大夫》飾 少女（第15集）[7]

## 資料來源
1. 1 2  . artiste.tvb.com.   [2023-07-25]. （原始内容存档于2023-06-01）.
2. 1 2 3  張嘉敏. . 香港01. 2023-07-08  [2023-07-25]. （原始内容存档于2023-08-20） （中文（香港））.
3. ↑  . 星島頭條. 2023-07-24  [2023-07-25]. （原始内容存档于2023-08-20） （中文（香港））.
4. 1 2  . 星島頭條. 2023-07-14  [2023-07-25]. （原始内容存档于2023-08-20） （中文（香港））.
5. 1 2 3 4 5  林迅景. . 香港01. 2021-08-26  [2023-07-25]. （原始内容存档于2022-07-13） （中文（香港））.
6. 1 2  . 晴報. 2021-08-25  [2023-07-25]. （原始内容存档于2023-04-25） （中文）.
7. 1 2 3 4 5 6 7 8 9 10  . 晴報. 2023-07-13  [2023-07-25] （中文）.
8. ↑  . 明周娛樂. 2023-07-08  [2023-07-25]. （原始内容存档于2023-08-20） （中文（香港））.
9. ↑  . 香港經濟日報. 2023-07-09  [2023-07-25]. （原始内容存档于2023-07-25） （中文（繁體））.
10. ↑  . 星島頭條. 2022-10-07  [2023-07-25]. （原始内容存档于2023-04-30） （中文（香港））.
11. ↑  . 新浪香港. 2023-09-26  [2023-09-26]. （原始内容存档于2023-09-28）.